# Табачная дорога (фильм)
«Табачная дорога» (англ. Tobacco Road) — фильм Джона Форда, созданный в редком для режиссёра жанре комедии. Картина поставлена по одноимённой пьесе Джека Киркленда, которая -в свою очередь- основана на романе американского писателя Эрскина Колдуэлла.

## Сюжет
Главные герои — пожилая чета Лестеров, Джитер и Ада, с дочерью Элли Мэй на выданье, олигофреном-сыном Дьюдом и матерью жены. В прежние годы их род выращивал табак и перевозил его по местной дороге (отсюда название фильма), но теперь хозяйство пришло в запустение. В город возвращается капитан Тим, сын землевладельца, сдававшего Лестерам землю в наём. Семья Тима также разорилась, банк же забирает земли и избавляется от арендаторов. Общими усилиями героям удаётся уговорить представителя банка перевести Лестеров на ренту в $100 в год. У Джитера появилась новая цель — раздобыть деньги. Параллельно развиваются две побочные сюжетные линии. Сын Дьюд женится на сестре Бесси, религиозной женщине, а дочь Элли Мэй выходит замуж за шахтёра Лава. После многих приключений главе семьи не удаётся найти нужную сумму. Наступает день выплаты, и Лестеры покидают ферму и отправляются в дом престарелых. По пути они встречают капитана Тима, который предлагает подвезти их. Однако он возвращает Лестеров на ферму и сообщает, что заплатил за них на полгода вперёд. Счастливый Джитер вновь мечтает о великом урожае.

## В ролях
| Актёр              | Роль                                   |
| ------------------ | -------------------------------------- |
| Чарли Грэйпвин     | Джитер Лестер                          |
| Марджори Рэмбю     | сестра Бесси Райс                      |
| Джин Тирни         | Элли Мэй Лестер                        |
| Уильям Трэйси      | Дьюд Лестер                            |
| Элизабет Паттерсон | Ада Лестер                             |
| Дэна Эндрюс        | капитан Тим Хармон                     |
| Слим Саммервилл    | Генри Пибоди                           |
| Уорд Бонд          | Лав Бенси                              |
| Грант Митчелл      | Джордж Пэйн, банкир                    |
| Зеффи Тилбери      | бабушка Лестер                         |
| Ирвинг Бейкон      | рассказчик                             |
| Чарльз Хэлтон      | мэр                                    |
| Фрэнсис Форд       | бродяга на дороге (в титрах не указан) |

## Создание
Избрав в качестве материала для экранизации роман Эрскина Колдуэлла, руководство 20th Century Fox предполагало повторить успех предыдущего фильма Джона Форда «Гроздья гнева» (1940), поставленного на основе знаменитого одноимённого романа Джона Стейнбека. При сходном историческом фоне обоих произведений Колдуэлл сделал ставку на иронический аспект. «Однако там, где Стейнбек славил гордость сгоняемых с земли бедняков, Колдуэлл и Джек Киркленд, адаптировавший „Табачную дорогу“ для сцены, эксплуатировали невежественность и эксцентричность бедняков Юга», — писал американский исследователь Т. Галлахер.

## Критика
Джон Форд переработал в ироническом ключе один из распространённых и типичных голливудских образов и мотивов 1930—1940-х годов: фермер, живущий мечтой о собственной земле, доме и прочем. Ирония над великой американской мечтой о городе-саде дала картину, в которой сочетаются элементы комедии-слэпстик (см. также комедия-буфф) — падения, пинки, затрещины, трюки, гэги, — социальной комедии (в фильме персонаж сестра Бесси постоянно поёт традиционные фермерские гимны, которые немедленно подхватывают горожане) и драмы. Неоднозначность жанра фильма (комедия, драма) обусловлена столкновением весьма упрощённой разработки комических характеров с глубоко драматичной, патетической трактовкой главных героев в отдельных сценах. Например, представитель банка предлагает Джитеру и Аде переехать в город и работать на ткацкой фабрике, но герой отвечает: «Нет, сэр, это не для меня. Я не пойду туда, плати они мне и по 15 долларов в неделю. Нет-нет, я просто не смог бы… Я, я просто не смог бы жить так, вот так. <…> Я не смог бы жить в городе. Город не любит меня, а я — его. Я не могу жить в этих комнатах. Мне нужно стоять на земле. Вот почему мне нравится и дом престарелых. Он стоит на земле, на которой я родился».

## Факты
- Фильм предваряется титром, который сообщает, что премьера пьесы «Табачная дорога» (по которой поставлен фильм) впервые состоялась в Нью-Йорке 4 декабря 1933 года и с тех пор она идёт непрерывно, «побив все временные рекорды для спектакля в истории американского театра»[5], то есть 8 лет (на момент выхода фильма в 1941 году).